# Lethe permagnis
Lethe permagnis är en fjärilsart som beskrevs av Hans Fruhstorfer 1911. Lethe permagnis ingår i släktet Lethe och familjen praktfjärilar. Inga underarter finns listade i Catalogue of Life.